# Yékoutiel Adam
Yékoutiel Adam dit « Kuti » Adam (né le 3 novembre 1927 à Tel Aviv et mort au combat le 10 juin 1982 à Damour) est un militaire israélien.
Il est notamment sous-chef chef d'État-Major de l'Armée de défense d'Israël dans sa carrière. Il commande de l'Opération Entebbe.
Il devait prendre la direction du Mossad mais trouve la mort lors de l'Intervention militaire israélienne au Liban de 1982 avant sa prise de poste.
Son fils est le général Udi Adam (en).